# Mount Machanao
Mount Machanao är en kulle i Guam (USA).   Den ligger på gränsen mellan kommunerna Dededo och Yigo, i den norra delen av Guam, 22 km nordost om huvudstaden Hagåtña. Toppen på Mount Machanao är 183 meter över havet.